# 東野駅 (京都府)

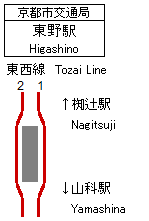
配線図

東野駅（ひがしのえき）は、京都府京都市山科区東野片下り町にある、京都市営地下鉄東西線の駅。駅番号はT06。

## 歴史
- 1995年（平成7年）7月31日：駅建設工事が開始される。
- 1997年（平成9年）
  - 7月31日：駅施設の工事がすべて完成。京都市交通局が工事を手がけた東西線の駅では最も完成が遅れた。また、駅開業後に国土交通省の事業として東野交差点地下道の整備がなされた。
  - 10月12日：京都市営地下鉄東西線の醍醐駅 - 二条駅間の開通と同時に開業[1][2]。
- 2007年（平成19年）4月1日：ICカード「PiTaPa」の利用が可能となる[1]。

## 駅構造
1面2線の島式ホームがあり、ホームドアが設置されている。トイレは改札内奥。東西線は駅ごとにステーションカラーが制定されているが、当駅のステーションカラーは■藤色である。

### のりば
| のりば | 路線   | 方向 | 行先                 |
| ------ | ------ | ---- | -------------------- |
| 1      | 東西線 | 下り | 山科・太秦天神川方面 |
| 2      | 東西線 | 上り | 醍醐・六地蔵方面     |

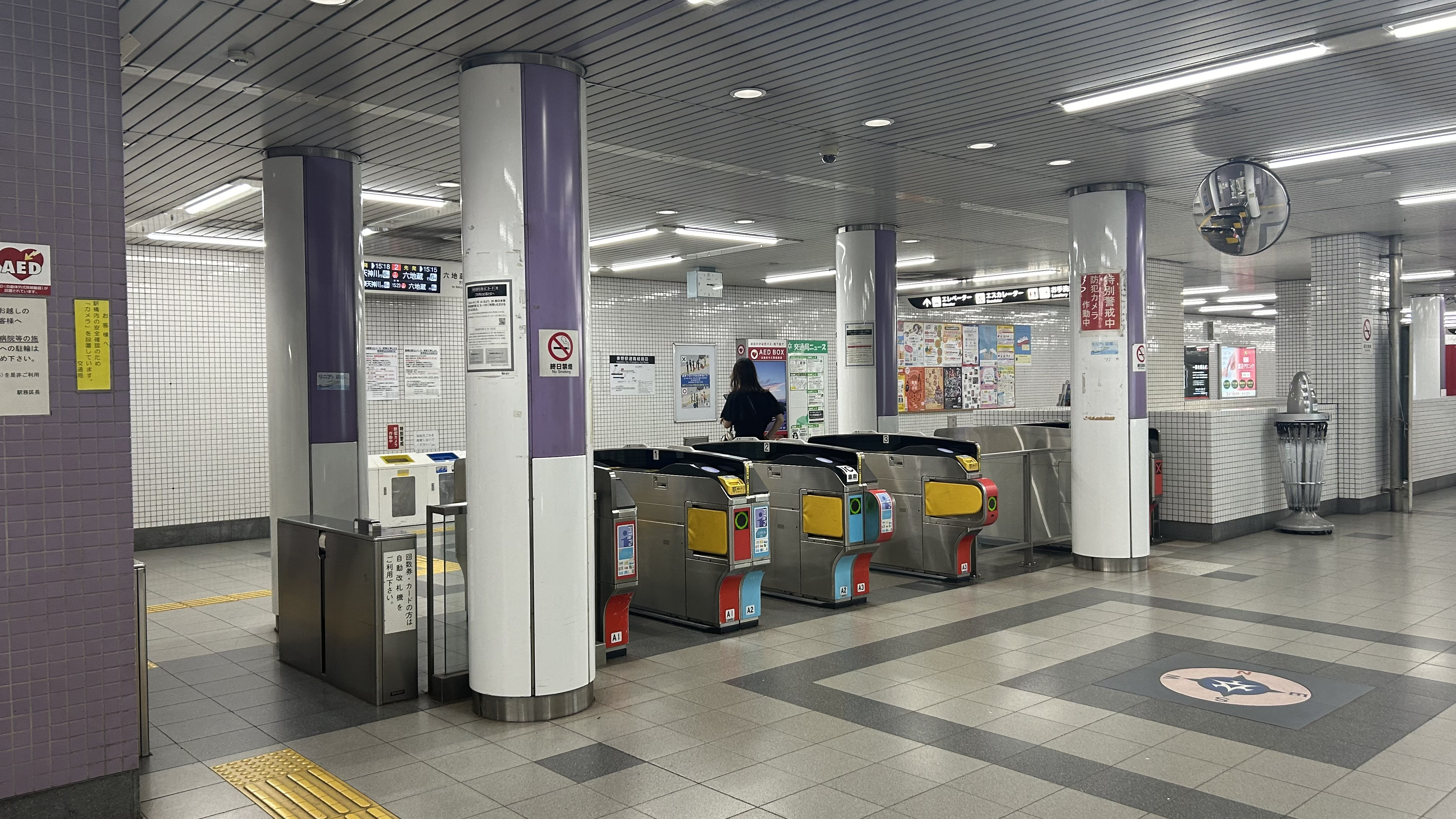
改札口
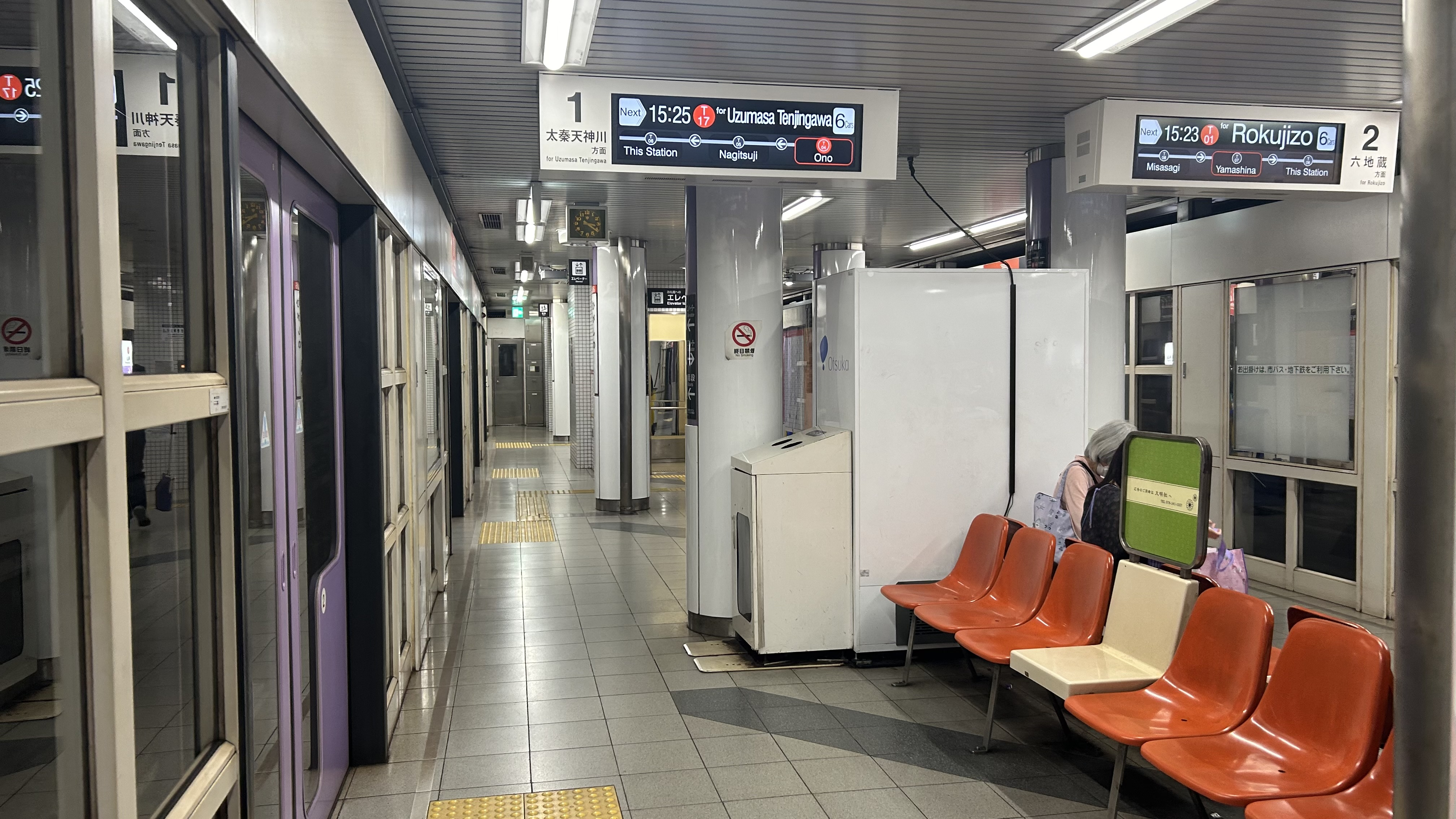
ホーム
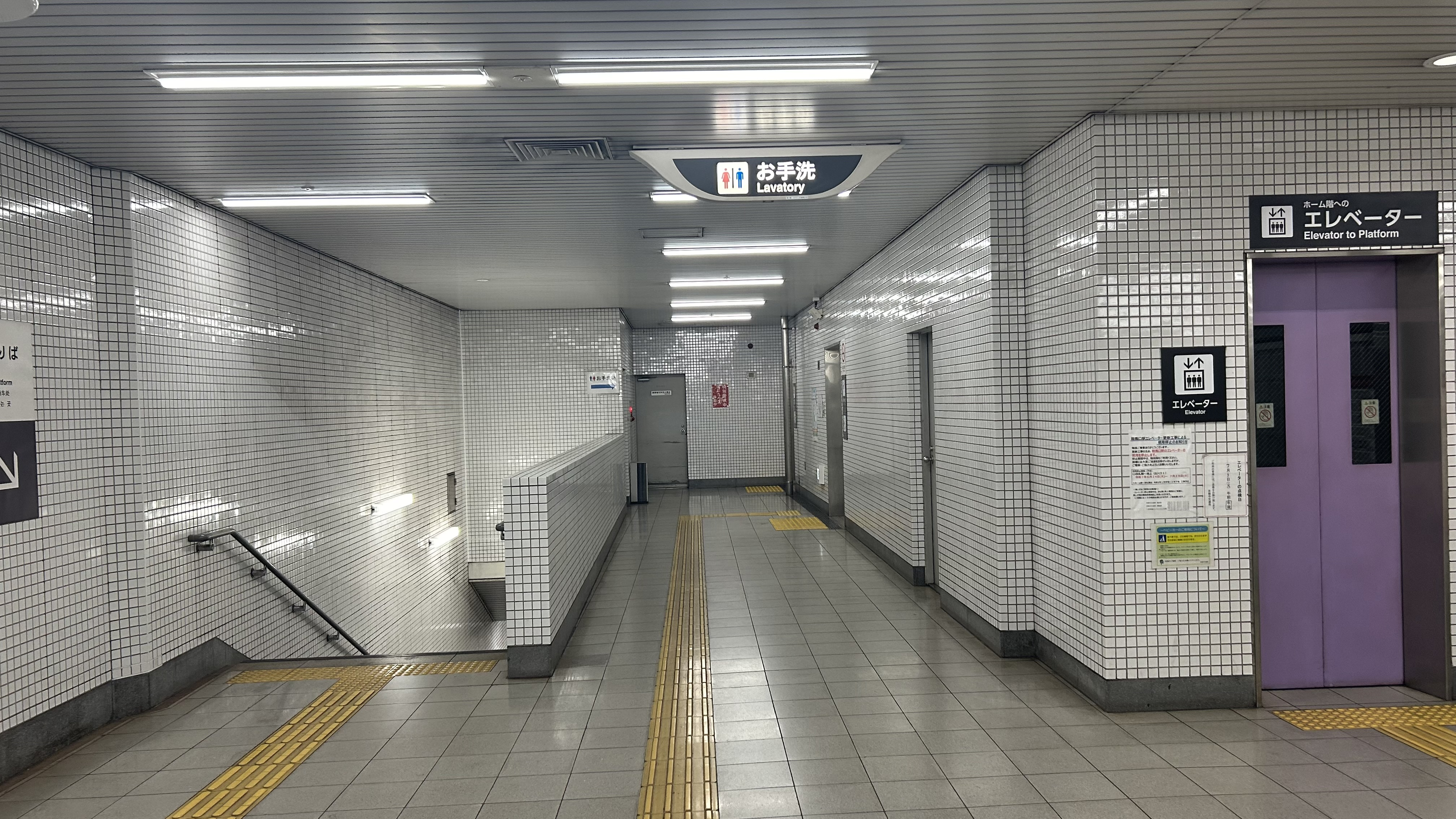
トイレ
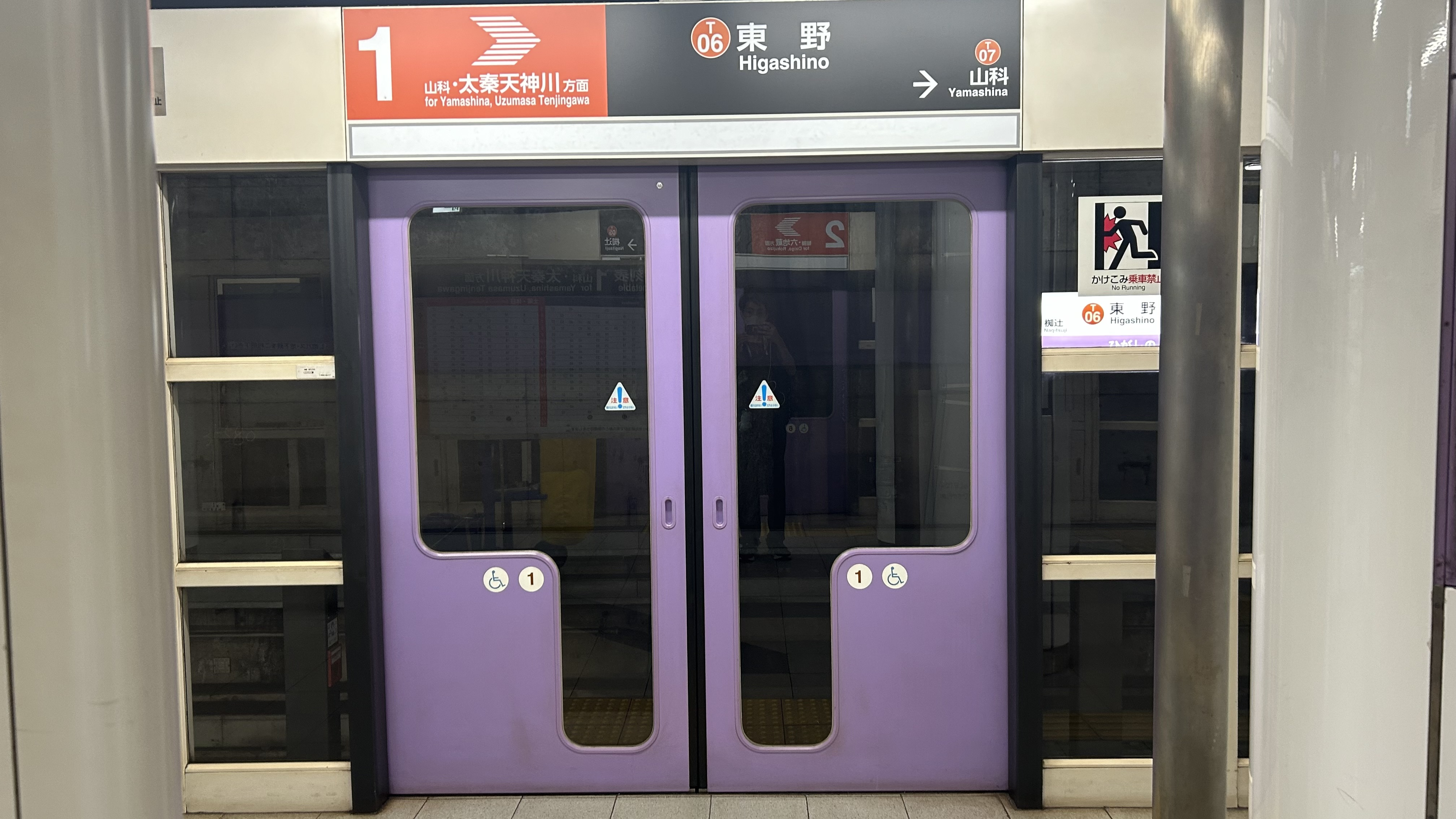
ホームドアと駅名標

### 出口
| 出口番号 | 方角 | 出口周辺                                                                                | 接続改札 | 備考             |
| -------- | ---- | --------------------------------------------------------------------------------------- | -------- | ---------------- |
| 1        | 北西 | 山科合同福祉センター・京都市山科青少年活動センター・山科消防署 竹鼻交番・本願寺山科別院 | 改札口   |                  |
| 2        | 東   | -                                                                                       | 改札口   | エレベーターあり |
| 3        | 北西 | 清水焼団地                                                                              | 改札口   | エレベーターあり |
| 4        | 北東 | -                                                                                       | 改札口   | エレベーターあり |
| 5        | 南西 | -                                                                                       | 改札口   | エレベーターあり |
| 6        | 南東 | 東野市営住宅・府営山科東野団地                                                          | 改札口   | エレベーターあり |

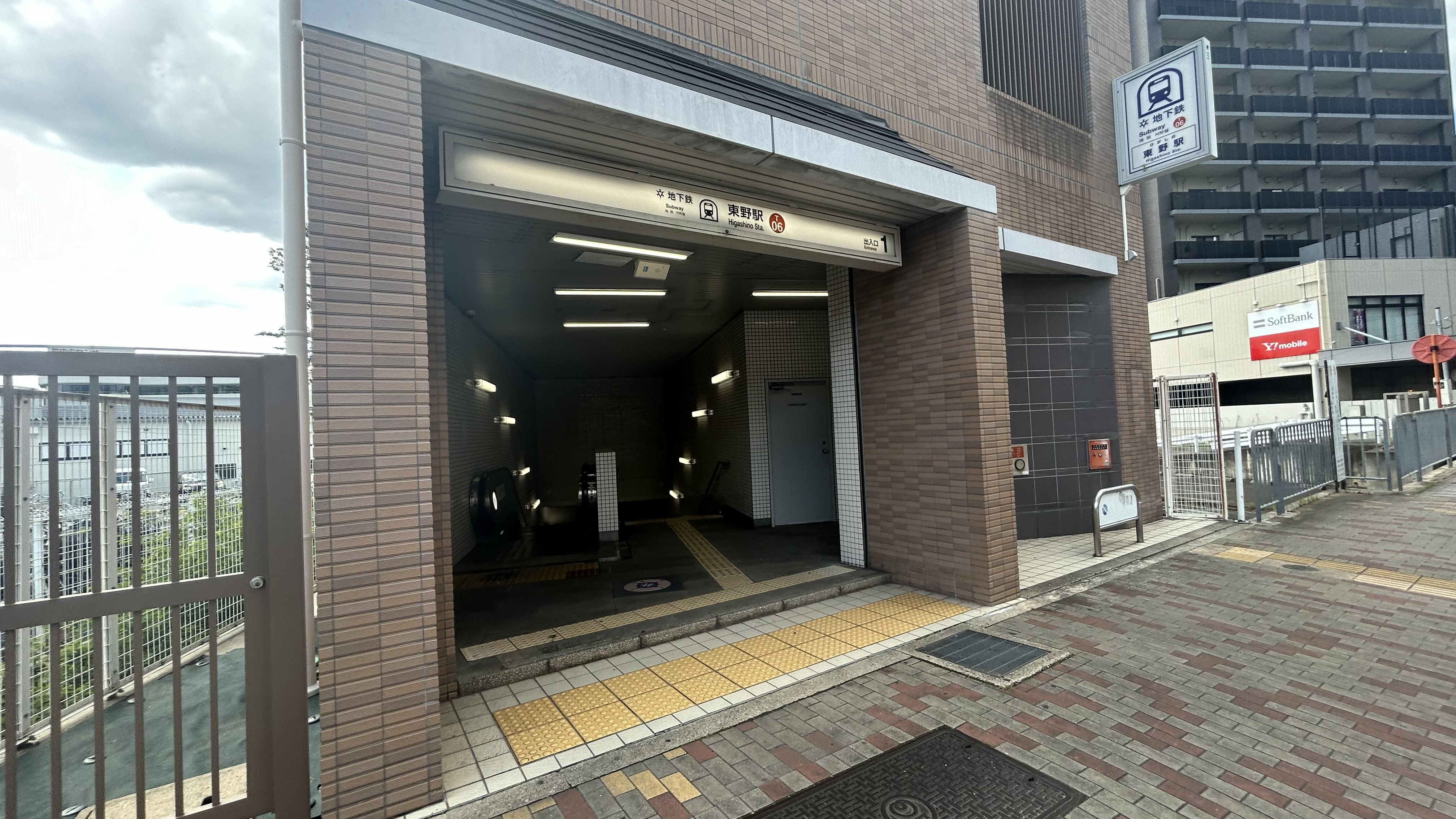
1番出入口
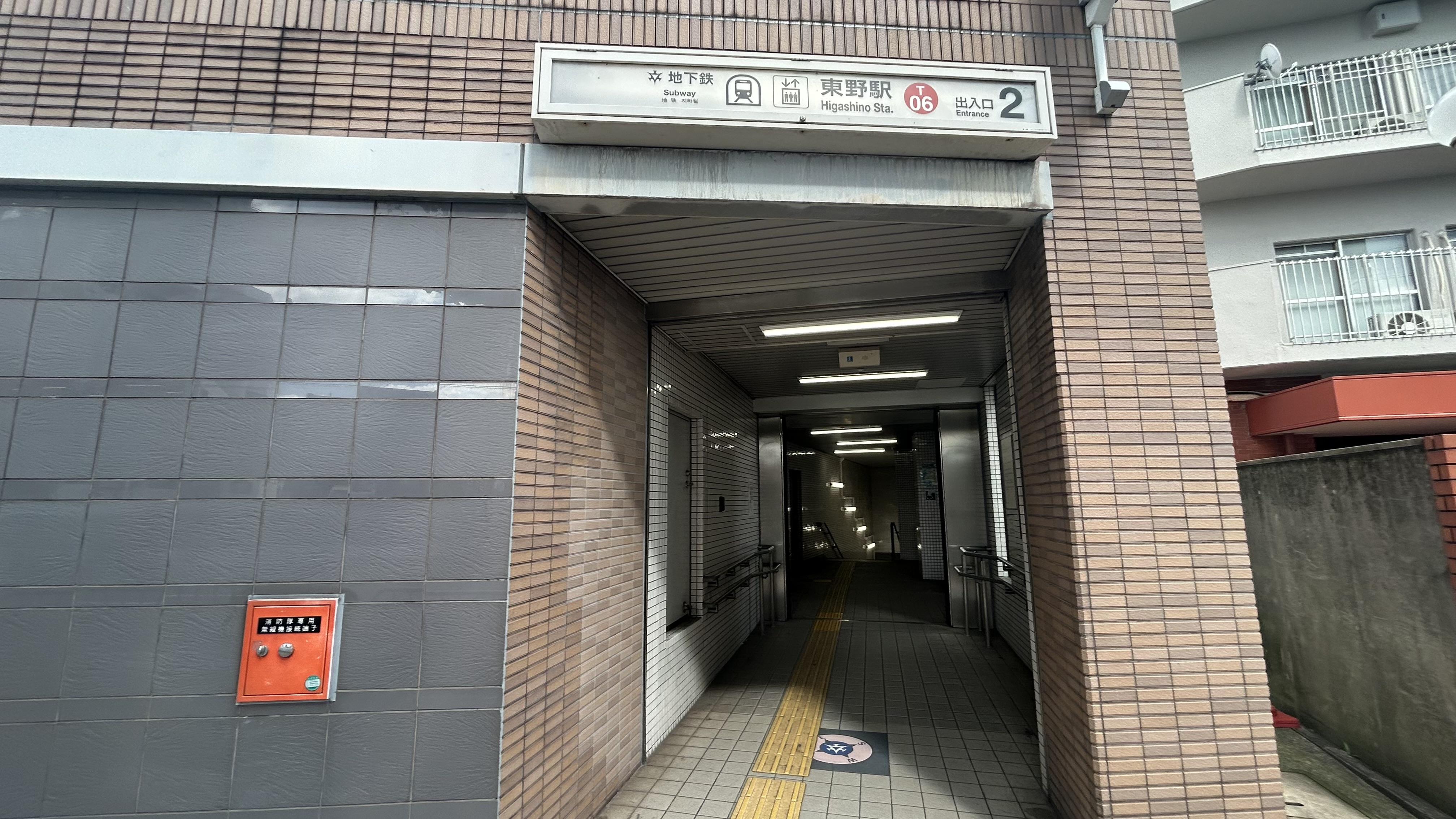
2番出入口
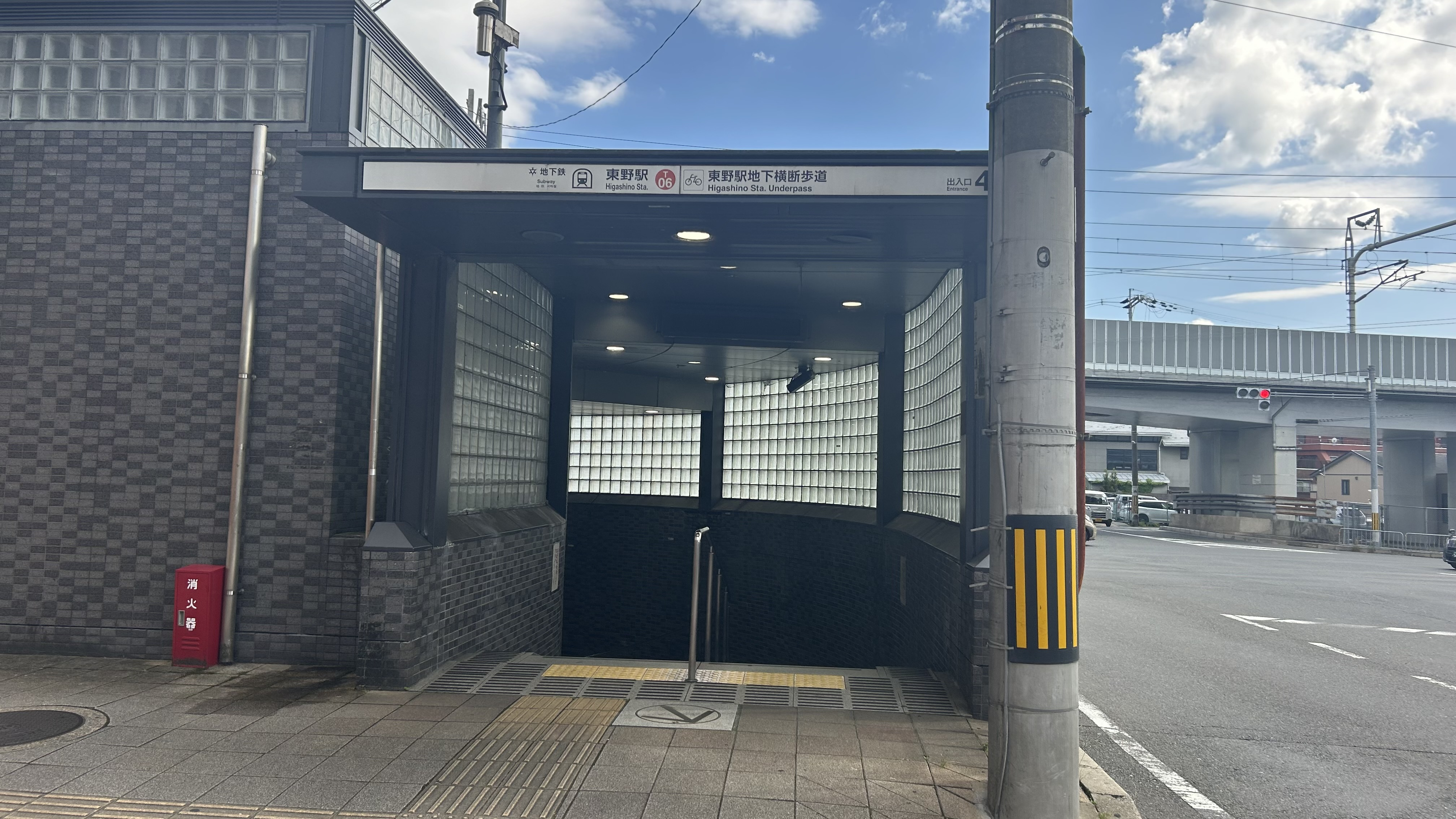
4番出入口
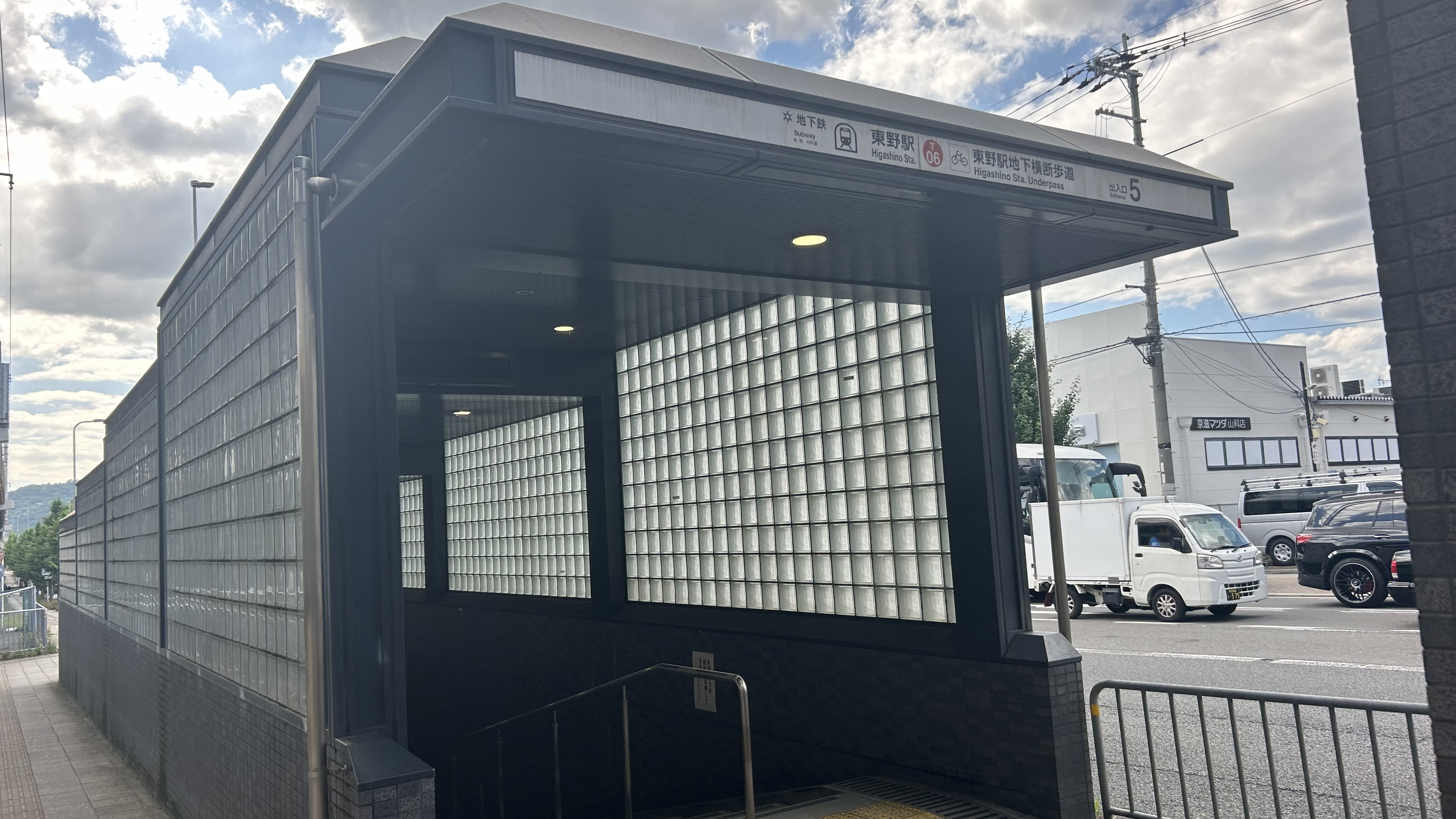
5番出入口
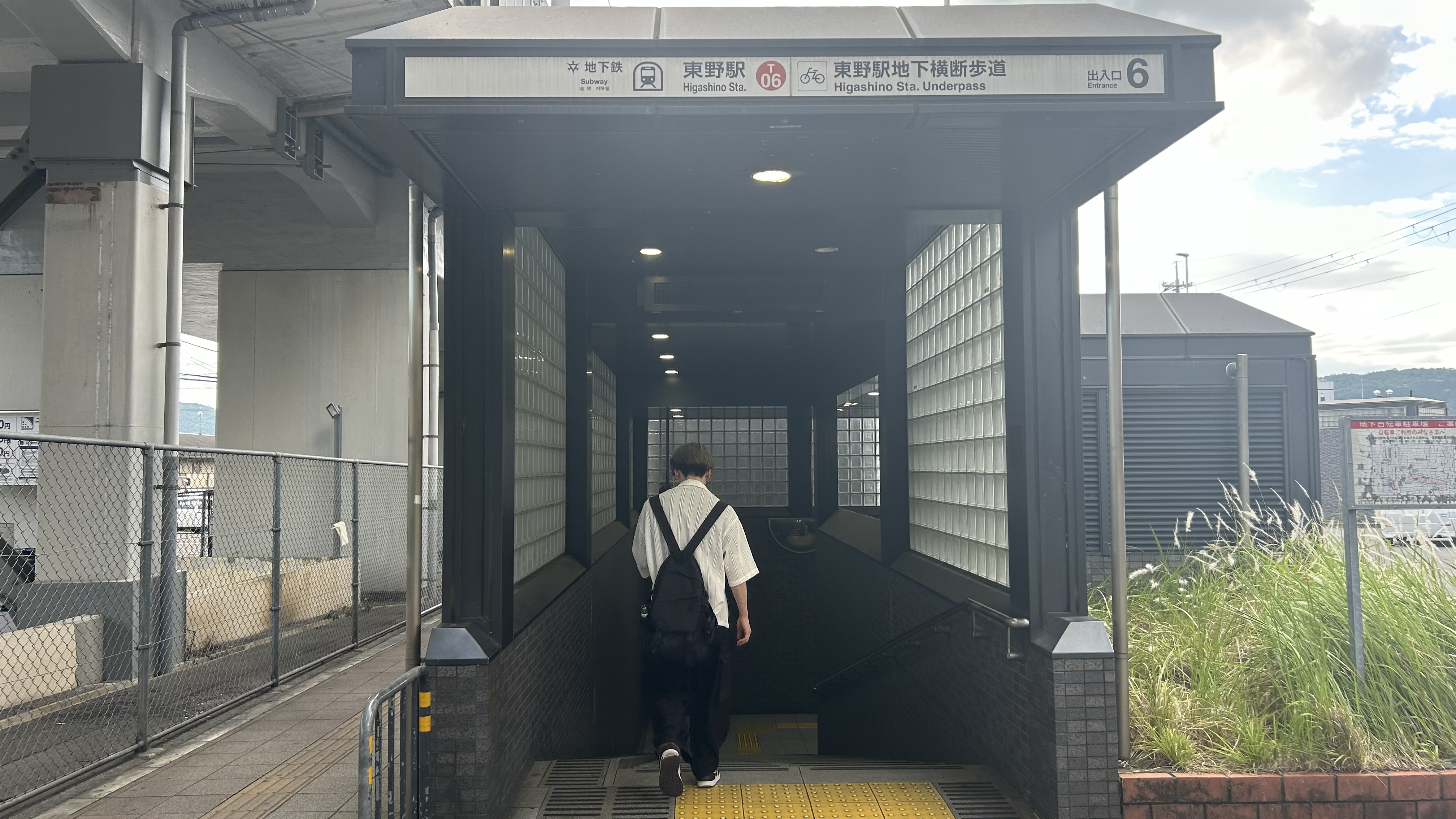
6番出入口

## 利用状況
2024年度の1日平均乗降人員は11,372人である。
1日平均乗車人員と1日平均乗降人員の推移は下記の通り。
| 年度   | 乗車人員 | 乗降人員 |
| ------ | -------- | -------- |
| 2003年 | 4,748    | 9,297    |
| 2004年 | 4,792    | 9,380    |
| 2005年 | 4,840    | 9,366    |
| 2006年 | 4,849    | 9,485    |
| 2007年 | 5,085    | 9,944    |
| 2008年 | 5,181    | 10,127   |
| 2009年 | 5,222    | 10,227   |
| 2010年 | 5,246    | 10,286   |
| 2011年 | 5,284    | 10,360   |
| 2012年 | 5,300    | 10,392   |
| 2013年 | 5,256    | 10,305   |
| 2014年 | 5,447    | 10,680   |
| 2015年 | 5,514    | 10,810   |
| 2016年 | 5,697    | 11,169   |
| 2017年 | 6,054    | 11,869   |
| 2018年 | 6,185    | 12,126   |
| 2019年 | 6,252    | 12,259   |
| 2020年 | 4,988    | 9,708    |
| 2021年 | 5,244    | 10,211   |
| 2022年 | 5,679    | 11,018   |
| 2023年 | 5,827    | 11,179   |
| 2024年 |          | 11,372   |

## 駅周辺
駅の直上には、幹線道路が交わる山科東野交差点がある。
- 山科東野交差点
  - 国道1号（五条バイパス）
  - 京都外環状線
- 東海道新幹線
- 山科本願寺跡
- 山科図書館
- 山科青少年活動センター
- 山科郵便局

### バス路線
2021年12月1日の市バスダイヤ改正により、京都市営バス（市バス）特80系統の運行が開始された。
東野片下り町（駅東側）
- 京阪バス
  - 20系統：小山行
  - 21系統：（小山経由）大宅行
  - 26系統：大宅行
  - 26A系統：（大宅経由）京都橘大学行
  - 82系統：四条大宮行／大宅行
  - 311系統：京都駅八条口行／大宅行

国道東野（駅西側）
- 京阪バス
  - 29系統：（清水焼団地経由）大宅行
  - 29C系統：（清水焼団地経由）西野山団地方面
  - 82系統：四条大宮行／大宅行
  - 86系統：四条河原町行／（醍醐駅経由）大宅行
  - 86A系統：蚊ヶ瀬行
  - 86B系統：三条京阪行／（醍醐駅経由）大宅行
  - 311系統：京都駅八条口行／大宅行
- 京都市営バス（市バス）
  - 特80系統：河原町三条行

東野（駅南側）
- 京阪バス
  - 22系統：（醍醐上ノ山町経由）京阪六地蔵行／山科駅行
  - 22A系統：（醍醐北団地経由）京阪六地蔵行／山科駅行
  - 24系統：（醍醐上ノ山町経由）合場川行／山科駅行
  - 24A系統：（醍醐北団地経由）合場川行／山科駅行
  - 28系統：山科駅行
  - 86系統：四条河原町行／（醍醐駅経由）大宅行
  - 86A系統：蚊ヶ瀬行
  - 86B系統：三条京阪行／（醍醐駅経由）大宅行
  - くるり山科：山科駅行

## 隣の駅
京都市営地下鉄
 東西線
椥辻駅 (T05) - 東野駅 (T06) - 山科駅 (T07)
- 括弧内は駅番号を示す。